# Tres Marías y una Rosa
Tres Marías y Una Rosa es una obra de teatro chilena, estrenada en julio de 1979 en Sala El Ángel de Santiago. La obra fue un éxito en Chile durante el período de la dictadura militar de Augusto Pinochet, a pesar de su inminente oposición. Tras el éxito de la obra, se realizó una gira internacional en América y Europa.

## Obra
Creación del Taller de Investigación Teatral (TIT), con dramaturgia de David Benavente, que documenta el modus operandi de las tejedoras de arpilleras, un oficio que se institucionalizara en los años 1970, cuando las madres de familias de escasos recursos buscaron alternativas para enfrentar la alta cesantía en la confección de piezas que ilustraban la opresión política y la convulsión social.
El montaje es resultado del proceso de observación que a partir de 1976 impulsara Raúl Osorio a través del TIT, un núcleo independiente en el que tomaron parte estudiantes de teatro de la Universidad Católica. El taller focalizó su labor en grupos de escasos recursos que eran auxiliados por la Vicaría de la Solidaridad –dependiente de la Iglesia Católica- para contrarrestar el impacto de la crisis económica y de la represión política ejercida por la dictadura militar.
La indagación se concentró en tres payasos amateurs que eran beneficiarios de las programas de cesantía de la entidad (punto de partida para “Los payasos de la esperanza”) y en cuatro tejedoras de arpilleras que gestionaban la venta de sus trabajos (que daría pie a “Tres Marías y una Rosa”). Un grupo de actores estudió y trabajó con los primeros y, en paralelo, un grupo de actrices (Luz Jiménez, Loreto Valenzuela, Miriam Palacios y Soledad Alonso) hizo lo propio con las segundas.
El material que se recogía en terreno era reelaborado, reescrito y reordenado en escena hasta adquirir una estructura dramática. En el primer caso, intervino Mauricio Pesutic; en el segundo, David Benavente, y en ambos la coautoría fue compartida con Raúl Osorio, quien dirigió los dos procesos.
El proyecto fue respaldado por la IAF (International American Foundation, con sede en Washington) y la compañía de Los Comediantes, que entonces era propietaria de la sala El Ángel, donde “Tres Marías y una Rosa” debutó en 1979, luego de que el equipo sorteara la amenaza de la censura por parte de los organismos de seguridad del régimen.
La pieza muestra a cuatro mujeres de una población marginal que fabrican arpilleras para lograr ingresos que sirvan al sustento de sus familias, cuyos maridos se encuentran cesantes o han partido al extranjero. La obra matiza las complejas condicionantes con un humor genuino e introduce elementos que aluden al tenso entorno, donde eran frecuentes las intervenciones militares.
La primera temporada tuvo una favorable acogida de público, con funciones agotadas de martes a domingo en la sala de 100 butacas. El interés que despertó la puesta no neutralizó las amenazas frecuentes que recibió el grupo mientras cumplían presentaciones.
El montaje pronto adquirió una proyección internacional y cumplió una extensa gira por ciudades de Venezuela, Canadá, Estados Unidos, Alemania, Holanda y Francia, con el respaldo de la IAF. En el contexto, la puesta pasó a testimoniar lo que ocurría en Chile a pocos años del Golpe de Estado.

## Elenco original
- Luz Jiménez - Maruja
- Loreto Valenzuela - María Ester
- Myriam Palacios - María Luisa
- Soledad Alonso - Rosa